# Volvobrachia beklemischevi
Volvobrachia beklemischevi — вид багатощетинкових кільчастих червів родини погонофори (Siboglinidae). Абісальний вид, що поширений на півночі Тихого океану.